# روث هارييت لويز
روث هارييت لويز (بالإنجليزية: Ruth Harriet Louise)‏ هي مصورة أمريكية، ولدت في 13 يناير 1903 في نيويورك في الولايات المتحدة، وتوفيت في 12 أكتوبر 1940 في لوس أنجلوس في الولايات المتحدة بسبب اضطراب النفاس.